# Zosa Szajkowski
Zosa Szajkowski (né Yehoshua ou Shayke Frydman) (10 janvier 1911, Zaręby Kościelne, Pologne-1978, New York, États-Unis) est un historien franco-américain juif d'origine polonaise, qui a une importance dans l'historiographie juive, le transfert d'archives juives vers les États-Unis, et qui a été condamné pour vols de documents.

## Éléments biographiques
Zosa Szajkowski est né le 10 janvier 1911, à Zaręby Kościelne (en yiddish, Zaromb), un petit village à l'Est de la Pologne, dans la région de Białystok.
Dans le journal newyorkais The Sun (NY), William Meyers fait ainsi, en 2007, le portrait de Szajkowski:
"Quand mon épouse débuta sa recherche il y a 35 ans pour son livre sur l'histoire du théâtre yiddish, elle passa de longues journées au YIVO, l'Institut de recherche juif, à l'époque encore situé dans le vieil hôtel particulier Vanderbilt sur la Cinquième Avenue au coin de la 86e rue. Zosa Szajkowski était là une présence établie, un homme qui ressemblait à un gnome avec un talent pour aliéner instantanément toute personne avec qui il venait en contact. Mais ce tout petit paquet de malveillance avait eu une vie aventureuse. Il quitta sa Pologne natale dans les années 1920 pour échapper à l'antisémitisme montant en flèche; à Paris il est devenu membre du parti communiste et il recruta d'autres juifs d'Europe de l'Est pour aller combattre avec les loyalistes dans la guerre civile espagnole; lorsque la Seconde Guerre mondiale débuta il devint membre de la Légion étrangère française; réformé de la Légion après avoir été blessé il va en Angleterre et s'engage dans l'armée américaine comme un officier de renseignements. Au Jour J il est parachuté en Normandie derrière les lignes allemandes; il fut de la première vague des troupes américaines à entrer à Berlin."
"[...]Szajkowski changea son nom [de Frydman à Szajkowski] lorsqu'il réalisa que de nombreux compatriotes qu'il recrutait pour combattre le fascisme en Espagne étaient tués de fait non par les forces du général Franco, mais par les communistes qui avaient pris la direction des forces loyalistes; pour les commissaires politiques rouges, des soldats avec différentes opinions étaient plus une menace que ne l'était Franco. Szajkowski quitta le parti, mais était persuadé que les communistes voulaient le tuer, alors il changea son nom. Cette peur ne l'a jamais quitté, jamais."
Le professeur de l'université Brandeis Jonathan Sarna évoque en 2006, la personnalité de Zosa Szajkowski:
"Le décès du rabbin Arthur Hertzberg cette semaine me fait rappeler un cours que j'ai suivi comme étudiant avec l'érudit légendaire de l'Institut de Recherche Juif YIVO, Zosa Szajkowski. L'idée sur quoi enseigner de Szajkowski était de discuter sur ce qu'il avait en tête ce jour-là, et pour une grande partie du cours ce qu'il avait en tête c'était son ex-ami le rabbin Arthur Hertzberg. Juste quelques années auparavant, le livre brillant du rabbin Hertzberg intitulé "The French Enlightenment and the Jews" (1968) avait paru, et Szajkowski accusa qu'une grande partie de la recherche du rabbin Hertzberg était copiée de ses articles. "Je vais l'attaquer en justice," il rageait."
"L'accusation était absurde. Szajkowski, un autodidacte dont l'anglais était pauvre, n'aurait jamais pu écrire le livre convaincant, conduit par une thèse, élaboré par le rabbin Hertzberg. Mais cela n'a pas empêché les deux ex-amis, des têtes dures, d'avoir une querelle acrimonieuse. Toutefois, quelques années plus tard, lorsque Szajkowski est décédé subitement, c'est le rabbin Hertzberg qui a conduit ses funérailles et qui a fait l'éloge funèbre. Il était comme cela."
Si Szajkowski n'aurait jamais pu écrire avec brillance un livre comme Hertzberg, il ne fait pas de doute que Hertzberg a puisé nombre d'informations dans les travaux de Szajkowski. Ce dernier travaillait avec des documents originaux. Le livre de Hertzberg sur les Juifs et la Révolution française n'était pas basé sur une recherche inédite de documents originaux.
Après avoir été pris sur le fait de voler par des bibliothécaires à New York et son arrestation, il se suicide le 26 septembre 1978; on le retrouve noyé dans la baignoire de sa chambre de l'hôtel Taft de Manhattan en 1978,,.
Son épouse, Chana Frydman, est décédée en 2012 et n'avait aucun contact avec leur fils.

## Vols de documents
De 1940 à 1961, Szajkowski transfère illégalement des dizaines de milliers de documents de France aux États-Unis.
Dans un article publié en 2001, dans les Archives juives, au sujet de "La reconstruction de la bibliothèque de l'AIU (Alliance israélite universelle), 1945-1955", Jean-Claude Kuperminc note:
"Avant de conclure, il nous reste à évoquer un aspect particulier de ces opérations de déplacement des collections des bibliothèques juives. Après les spoliations nazies, il fallut subir de désagréables affaires impliquant des institutions juives américaines. Le cas des vols commis par l'historien Zosa Szajkowski est maintenant connu,. On peut préciser que Szajkowski a été pris sur le fait dans les locaux de la Bibliothèque nationale universitaire de Strasbourg (Bibliothèque nationale et universitaire (Strasbourg)) et condamné pour vol en 1963. Dans les années 1949-1950, Szajkowski, qui se faisait aussi appeler Frydman, a fréquenté la bibliothèque de l'Alliance et des pièces importantes ont alors disparu. En mai 1950, les "American Friends" de l'AIU informent le siège parisien que des livres appartenant à l'AIU ont été vendus par Szajkowski à la "New York Public Library" et au "Jewish Theological Seminary" (JTS) de New York."
Dans un article sur l'histoire de la Synagogue de Fontainebleau, paru en février 2010, Frédéric Viey écrit en conclusion: 
"Fier de son passé, la Communauté juive [de Fontainebleau] peut commémorer en 2010 sans tambour ni trompette ses 230 ans d'existence puisque l'on retrouve une présence juive dans cette ville même avant 1780. En effet, même si Zosa Szajkowski a détourné un certain nombre de documents aux Archives nationales et qu'il fixe la date de l'installation des Juifs à Fontainebleau en août 1795, il n'a pas pu consulter toutes les pièces concernant la communauté juive, notamment les registres de naissance, mariages et décès de cette ville."
Il est fait mention de suspicion ou de vols réels par Zosa Szajkowski aux endroits suivants:
- Bibliothèque de l'Alliance israélite universelle, à Paris, 1949-1950
- Bibliothèque nationale et universitaire (Strasbourg), 1963
- Archives nationales

## Transfert de documents aux États-Unis
Entre 1940 et 1961 Zosa Szajkowski a « transféré » des dizaines de milliers de documents sur l'histoire juive de France, de France vers les États-Unis,.
Diverses institutions américaines se procurent des ouvrages et/ou des documents de Judaica par Zosa Szajkowski:
- La Bibliothèque Publique (New York Public Library) de New York[3].
- Le Jewish Theological Seminary of America (Séminaire théologique juif des États-Unis), connu auprès de la communauté juive sous l'acronyme JTS, de New York[3].
- L'université Yeshiva, de New York
- Le Hebrew Union College-Jewish Institute of Religion, de Cincinnati, dans l'Ohio

La question qui se pose est: est-ce que les ouvrages et/ou les documents acquis proviennent d'une source légitime, vu les vols documentés par Zosa Szajkowski?
Voici l'information mise en ligne par l'université Yeshiva sur sa "Collection du Consistoire français circa 1809-1939":
"La Collection du Consistoire français a été acquise par les Archives de la Yeshiva University de Szajko Frydman (aussi connu comme Zosa Szajkowski) à une date inconnue, probablement à la fin des années 1950 ou au début des années 1960."
Voici l'information mise en ligne par le Hebrew Union College-Jewish Institute of Religion sur la "Collection des Juifs Sépharades de France":
"Provenance [de la Collection]: La Collection des Juifs Sépharades de France a été acquise en 1960 de Monsieur S. Frydman (Zosa Szajkowski) de New York City, au nom de l'Hebrew Union College-Jewish Institute of Religion, Cincinnati, Ohio, par le Dr Herbert Zafren, bibliothécaire. (À l'époque de l'achat, cette collection faisait partie de la "Collection française." Elles ont été ultérieurement séparées et les collections liées résultantes sont à présent le Consistoire central, l'Alsace-Lorraine, et de petites collections françaises.)"
Sur la collection "Les Inventaires Juifs Alsaciens" de l'Hebrew College, voici l'explication en ligne de la provenance:
"Les "Inventaires juifsalsaciens" ont été acquis par la Bibliothèque de l'Hebrew Union College en 1958 de Monsieur S. Frydman (Zosa Szajkowski) de New York."

## Œuvres de Szajkowski
La liste des publications de Szajkowski,,,,,, chronologiquement, est la suivante (certaines sont épuisees):
- 1942:
  - (en) How the mass migration to America began
- 1944: 
  - (en) The decline and fall of Provencal Jewry
- 1946:
  - (en) The growth of the Jewish population of France
- 1947:
  - (en) Internal conflicts in French Jewry at the time of the revolution of 1848
  - (en) The organisation of the "UGIF" in Nazi-occupied France
- 1948:
  - (Yiddish) Dos loshn fun di Yidn in di arba' kehiles fun Komta-Venessen
  - (en) The language of the Jews in the four communities of Comtat Venaissin
  - (en) Socialists and radicals in the development of antisemitism in Algeria (1884-1900)
  - (Yiddish) Antisemitizm in der Frantseyzisher arbeter-bavegung
- 1951:
  - (en) Jewish emigration policy of the Rumanian "exodus", 1899-1903
- 1952:
  - (en) Emigration to America or reconstruction in Europe
- 1953:
  - (en) Agricultural credit and Napoleon's anti-Jewish decrees
- 1954:
  - (en) The economic status of the Jews in Alsace, Metz and Lorraine (1648-1789)
  - (en) Poverty and social welfare among French Jews (1800-1880)
- 1955:
  - (en) The Comtadin Jews and the annexation of the Papal province by France, 1789-1791
  - (en) Relations among Sephardim, Ashkenazim and Avignonese Jews in France: From the 16th to the 20th centuries
- 1956:
  - (en) The European aspect of the American-Russian passport question
  - (Hébreu) ha-Komunah ha-Parsa'it veha-Yehudim
  - (en) Jewish emigration from Bordeaux during the eighteenth and nineteenth centuries
  - (en) Protestants and Jews of France in fight for emancipation, 1789-1791
- 1957:
  - (en) French Jews in the Armed Forces during the revolution of 1789
- 1958: 
  - (en)Glimpses on the history of Jews in occupied France
  - (en) The reform of the état civil of the French Jews during the Revolution of 1789
- 1959:
  - (en) Autonomy and communal Jewish debts during the French Revolution of 1789
  - (en) The emancipation of Jews during the French Revolution: A bibliography of books, pamphlets and printed documents, 1789-1800
  - (en) Notes on the demography of the Sephardim in France
- 1960:
  - (en) Bibliography of Jewish periodicals in Belgium, 1841-1959
  - (en) Jewish diplomacy: Notes on the occasion of the centenary of the Alliance israélite universelle
- 1962:
  - (en) Catalogue of the exhibition, Morris Rosenfeld (1862-1923) and his time
  - (en) Franco-Judaica: An analytical Bibliography of Books, Pamphlets, Decrees, Briefs
  - (en) Mazarinades of Jewish interest
- 1966: 
  - (en) Analytical Franco-Jewish gazetteer, 1939-1945, with an introd. to some problems in writing the history of the Jews in France during World War 2
- 1970: 
  - (en) One hundred years of the yiddish press in America, 1870-1970: Catalogue of the exhibition
- 1971 ou 1972: 
  - (en) Index of articles relative to Jewish history and literature published in periodicals from 1665 to 1900[29]
- 1972: 
  - (en) The attitude of American Jews to World War I, The Russian Revolution of 1917, and Communism (1914-1945)
- 1974: 
  - (en) The impact of the 1919-1920 Red Scare in America
- 1975: 
  - (en) Jews and the French Legion
- 1976:
  - (en) An Illustrated Sourcebook on the Holocaust
- 1977:
  - (en) Kolchak, Jews, and the American intervention in Northern Russia and Siberia, 1918-1920
  - (en) The mirage of American Jewish aid in Soviet Russia, 1917-1939
- 1980:
  - (en) An illustrated sourcebook of Russian antisemitism, 1881-1978
- 1982:
  - (en) Behaviour of recent silty clays of Nile origin off Israel under cyclic loading (Faculty publication)
- 1984:
  - (en) Suggested international procedure for test of one dimensional consolidation, swelling and collapse properties of soil (Faculty publication)

## Archives de Zosa Szajkowski
Les archives personnelles de Zosa Szajkowski se trouvent à la bibliothèque de l'Université Columbia, dans la collection des livres rares et manuscrits et la "Collection Zosa Szajkowski" au Center For Jewish History,